# الجحيم على عجلات
الجحيم على عجلات (بالإنجليزية: Hell on Wheels)‏ هو مسلسل أمريكي كندي عن بناء أول سكة حديدية ممتدة عبر القارة في الولايات المتحدة. المسلسل من بطولة أنسون ماونت، كولم مياني، كومن، دومينيك مكلجت وتوم نونان. عرض الموسم الأول من المسلسل على قناة إيه إم سي وتم تجديده حتى الموسم الخامس.

## روابط خارجية
- الجحيم على عجلات على موقع IMDb (الإنجليزية)
- الجحيم على عجلات على موقع ميتاكريتيك (الإنجليزية)
- الجحيم على عجلات على موقع روتن توميتوز (الإنجليزية)
- الجحيم على عجلات على موقع كينوبويسك (الروسية)
- الجحيم على عجلات على موقع ألو سيني (الفرنسية)
- الجحيم على عجلات على موقع قاعدة بيانات الفيلم (الإنجليزية)